# مهدی احمدکهنی
مهدی احمدکهنی (زاده ۲۱ مهر ۱۳۷۶ در کرمان) ژیمناست اهل ایران است. وی در مسابقات آسیایی سابقه قهرمانی دارد و همچنین توانسته در رقابت‌های جام جهانی مدال‌های نقره و برنز را از آن خود کند. در کارنامه احمدکهنی، قهرمانی مسابقات چلنج‌کاپ هم به چشم می‌خورد.